# La via delle stelle (film 1940)
La via delle stelle (Star Dust) è un film del 1940, diretto da Walter Lang.
Il film si basa in parte sulla vera storia della protagonista Linda Darnell, alle sue prime esperienze hollywoodiane. Il personaggio di Wharton è la parodia del produttore cinematografico Darryl F. Zanuck.

## Trama
Carolyn Sayres viene messa sotto contratto da un talent scout che vuole avviarla alla carriera hollywoodiana. Ma, quando si scopre la sua vera età, il contratto  viene rescisso, perché la ragazza è troppo giovane. Carolyn si innamora di Bud Borden, che la aiuterà a diventare una stella del cinema.